# Liên đoàn bóng đá Cộng hòa Hồi giáo Mauritanie
Liên đoàn bóng đá Cộng hòa Hồi giáo Mauritanie (tiếng Pháp: Fédération de Foot-Ball de la Républic Islamique de Mauritanie; tiếng Ả Rập: اتحاد موريتانيا لكرة القدم) là tổ chức quản lý, điều hành các hoạt động bóng đá ở Mauritanie. Liên đoàn quản lý đội tuyển bóng đá quốc gia Mauritanie, tổ chức các giải bóng đá như vô địch quốc gia và cúp quốc gia. Liên đoàn bóng đá Mauritanie gia nhập FIFA năm 1964 và CAF năm 1968.